# Burst (plaats)
Burst is een dorp in de Belgische provincie Oost-Vlaanderen en een deelgemeente van Erpe-Mere. Het was een zelfstandige gemeente tot aan de gemeentelijke herindeling van 1977. Burst ligt in de Denderstreek aan de Molenbeek en wordt omringd door Bambrugge, Aaigem, Ressegem (deelgemeente Herzele), Borsbeke (deelgemeente Herzele), Vlierzele (deelgemeente Sint-Lievens-Houtem) en Zonnegem (deelgemeente Sint-Lievens-Houtem). Aan Burstenaren gaf men de bijnaam "stro-ze(i)kers" (stroeizjikers, bedplassers). 

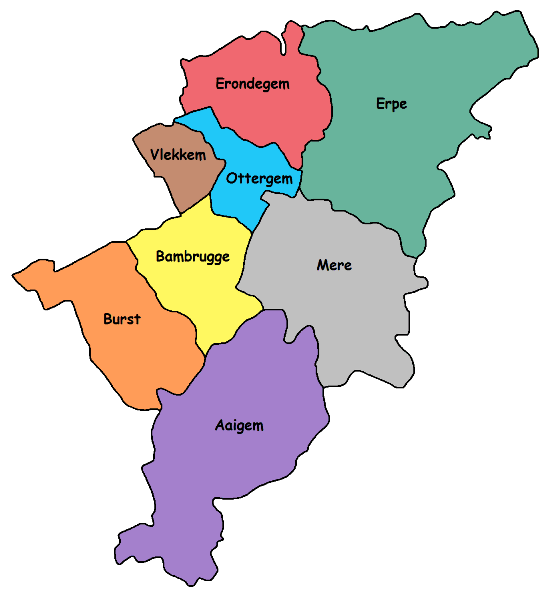
Ligging van Burst in Erpe-Mere

## Geschiedenis
De naam van Burst werd voor het eerst gevonden in een oorkonde van de Sint-Pietersabdij in Gent. In dit document uit 1042 wordt vermeld dat het dorp Burste aan een gelijknamige rivier ligt, de Bursitia juxta fluviolum Burste. Pas een eeuw later, in 1151, werd Burst voor het eerst onder de huidige naam genoemd. Daarnaast werd het dorp in de daaropvolgende decennia in enkele documenten genoemd als Borst, Bost en Bust.
In 1846 telde het dorp 125 boerderijen, waaronder enkele grote. Destijds waren er in het dorp onder andere een korenwindmolen, drie brouwerijen en drie stokerijen. Rond het begin van de 19de eeuw telde het dorp 304 inwoners, aan het begin van de 20ste eeuw was dit aantal gestegen tot 963. 

#### Burgemeesters
- 1889-1933: Leopold Cyrille Dooreman (1858-1934)
- 1971-1976: Julien Van Laethem (1923-2013)

## Demografische ontwikkeling
Bronnen:NIS, Opm:1831 tot en met 1970=volkstellingen; 1976 = inwoneraantal op 31 december

## Bezienswaardigheden
- De Sint-Martinuskerk. Burst behoort tot het dekenaat van Lede.
- Er staan anno 2011 negen kapelletjes in Burst.
- Het Station Burst

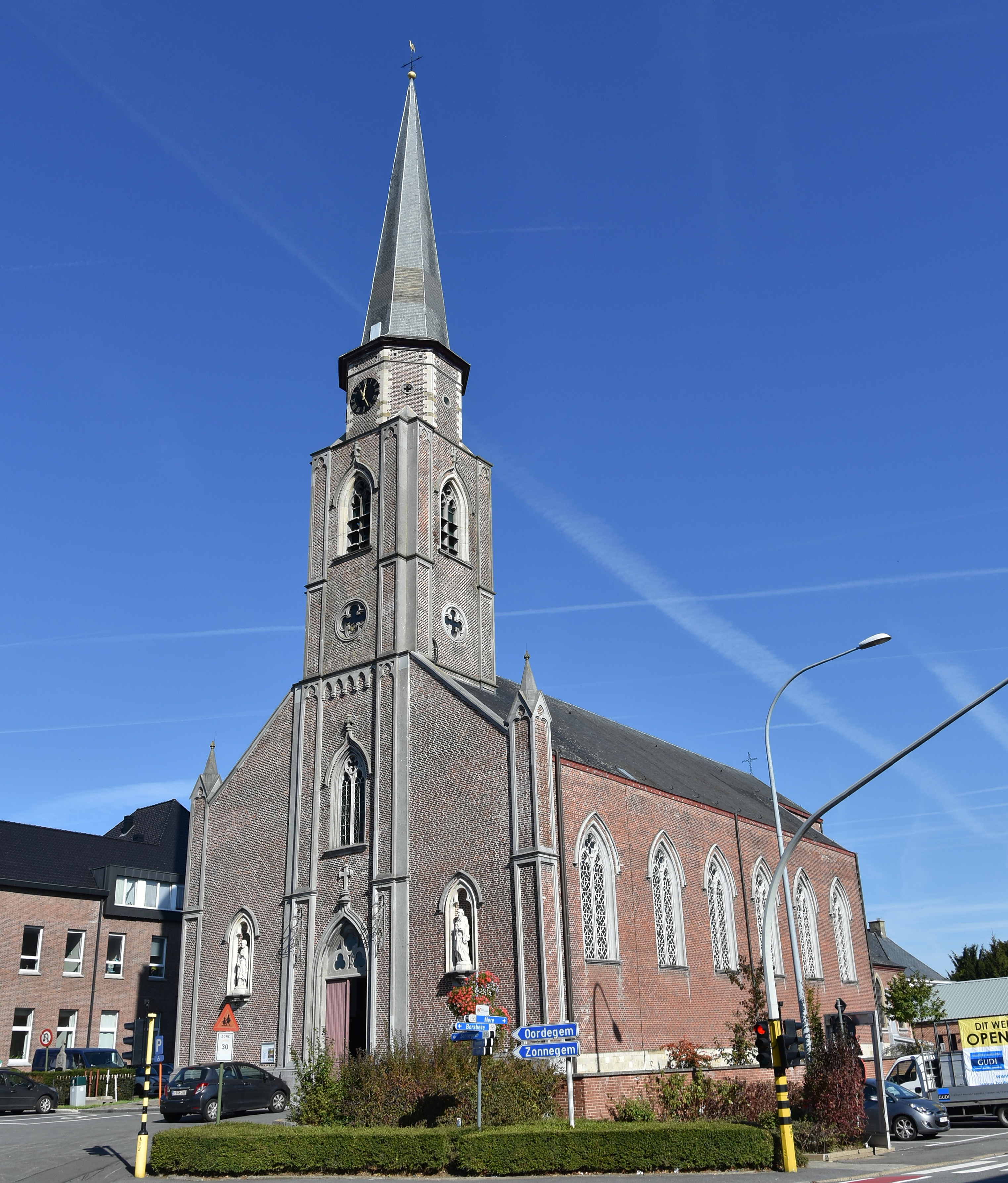
Sint-Martinuskerk
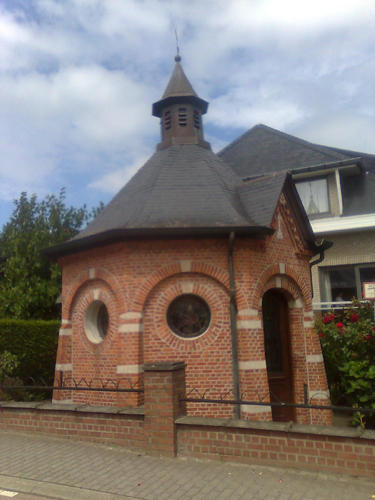
Kapelletje halfweg in de Gentsestraat
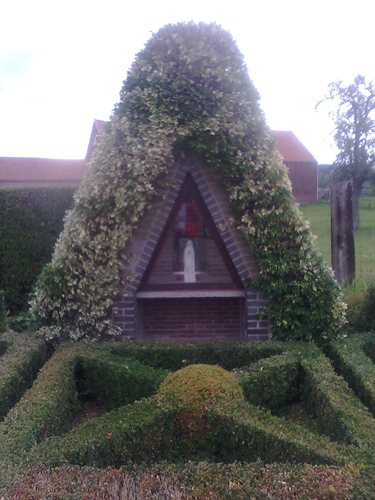
Kapelletje op het einde van de Gentsestraat
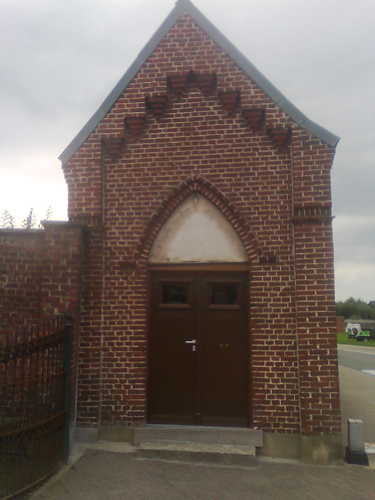
Kapelletje aan het begin van de Dorent
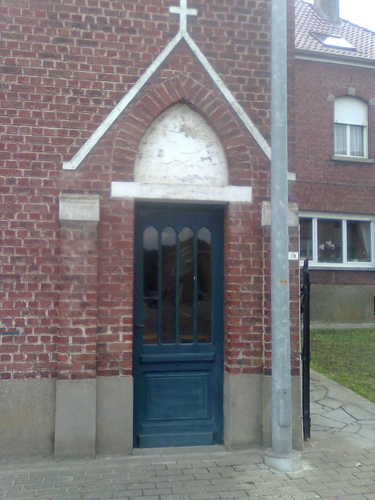
Kapelletje in het midden van de Dorent
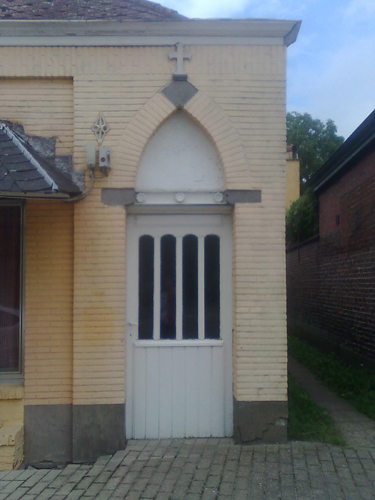
Kapelletje aan het einde van de Dorent
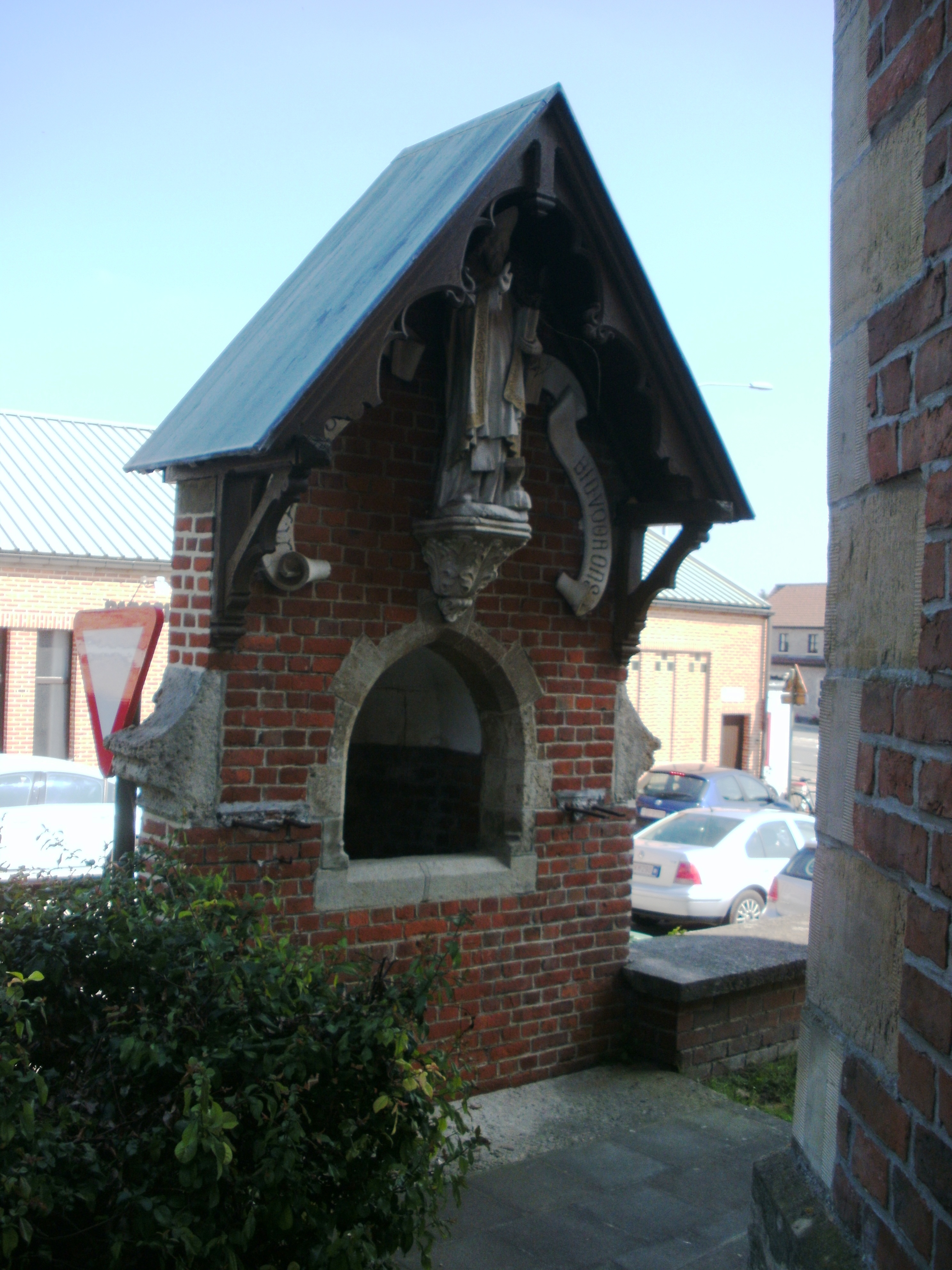
Kapelletje in de Kerkstraat
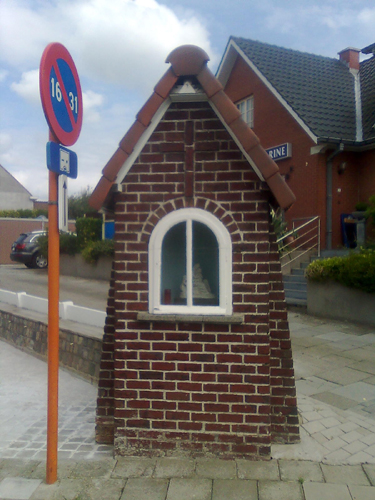
Kapelletje in de Stationsstraat
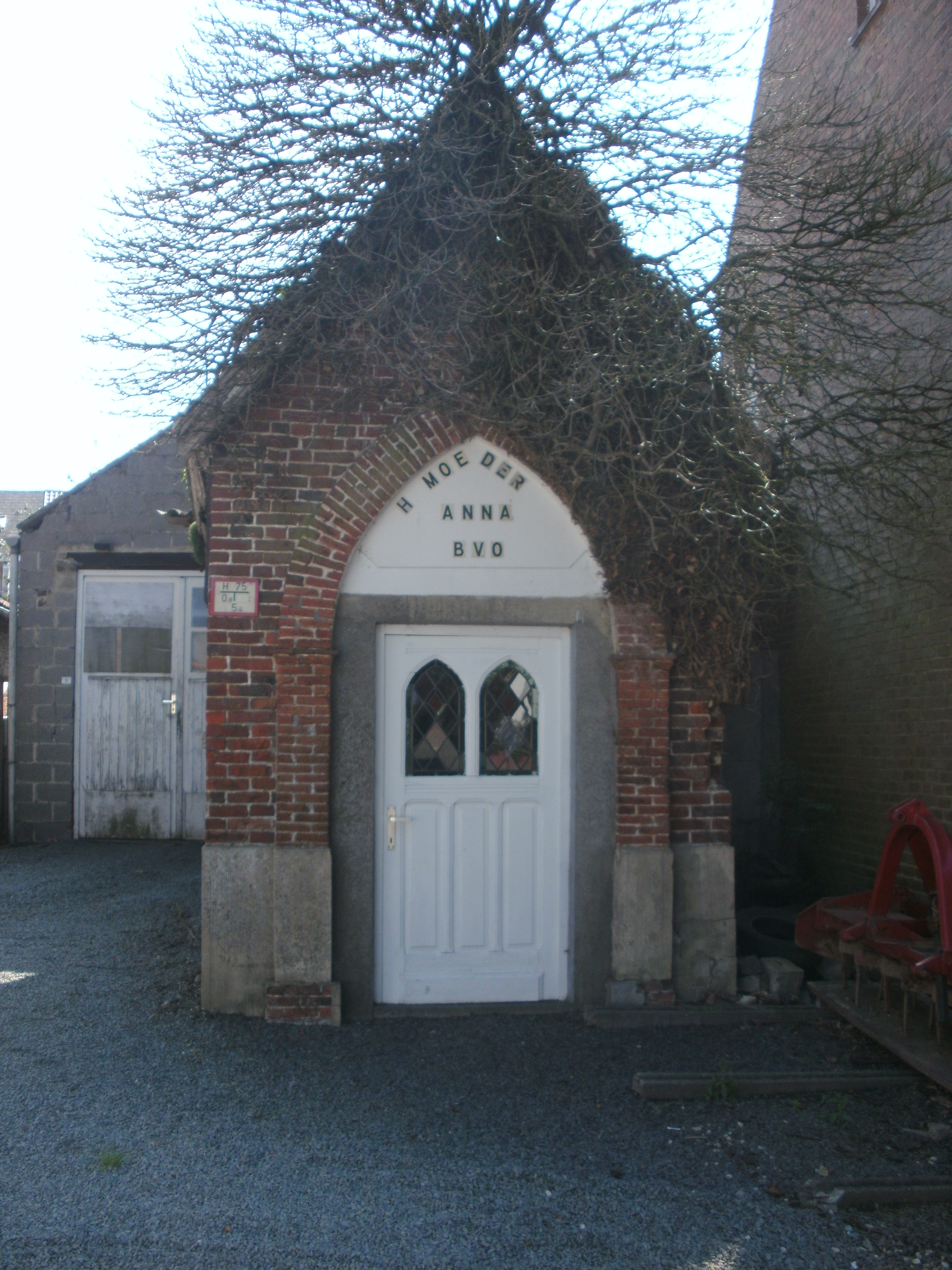
Kapelletje in de Stokt
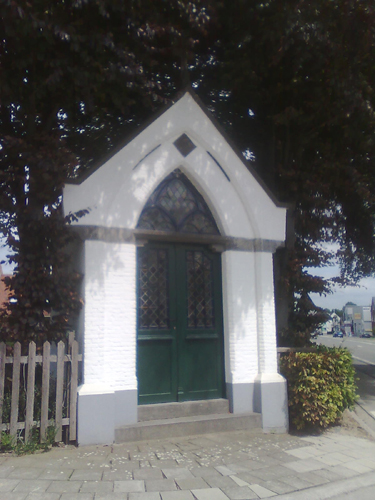
Kapelletje in de Akkerstraat
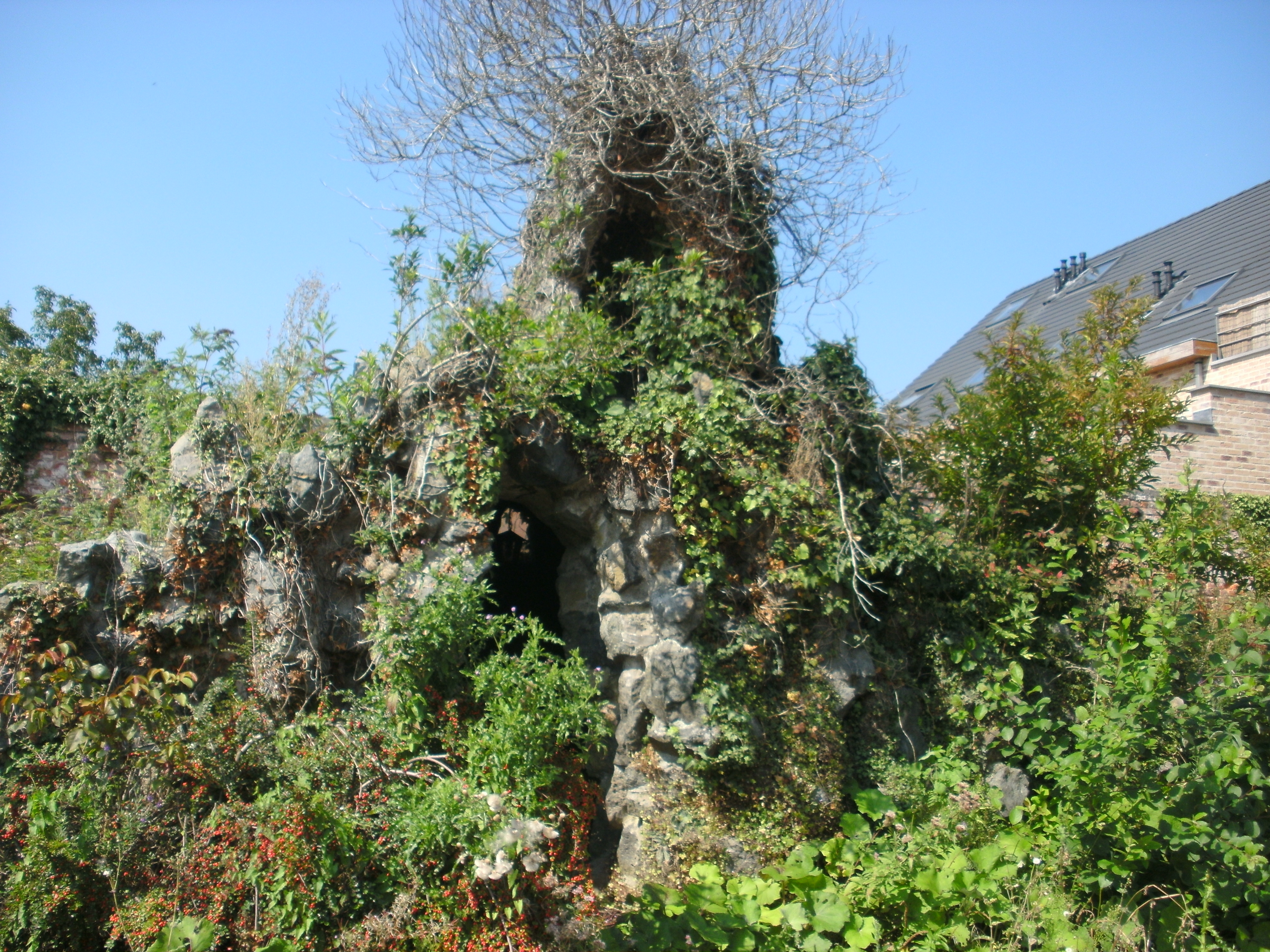
Mariagrot in Burst

## Natuur en landschap
Burst ligt in Zandlemig Vlaanderen. De hoogte bedraagt ongeveer 50 meter. Het dorp ligt aan de Molenbeek en de Molenbeekroute loopt door het dorp.

## Verkeer en vervoer
Door Burst loopt de N46 of Oudenaardsesteenweg. Er is er ook een spoorweghalte Burst.

## Sport
In Burst speelt voetbalclub KFC Olympic Burst, aangesloten bij de KBVB en actief in tweede provinciale in de provincie Oost-Vlaanderen.

## Bekende Burstenaren
- Hannes Van der Bruggen (1993), voetballer
- Pommeline Tillière (1994), tv-persoonlijkheid en tatoeëerder
- In 2018 maakten De Wanzeelse Kineasten voor Erfgoedcel Denderland video-opnames van verschillende dialecten in de Denderstreek, waaronder het Bursts.[1]

## Nabijgelegen kernen
Bambrugge, Zonnegem, Borsbeke, Aaigem
Deelgemeenten: Aaigem · Bambrugge · Burst · Erondegem · Erpe · Mere · Ottergem · Vlekkem

Gehuchten: Edixvelde (deels) · Egem

Belgische gemeenten · Arrondissement Aalst · Oost-Vlaanderen · Vlaanderen